# Kalo Chorio (Bezirk Larnaka)
Kalo Chorio (griechisch Καλό Χωριό, türkisch Vuda) ist ein Ort im Bezirk Larnaka in Zypern. Bei der letzten amtlichen Volkszählung im Jahr 2021 hatte der Ort 1534 Einwohner.

## Lage

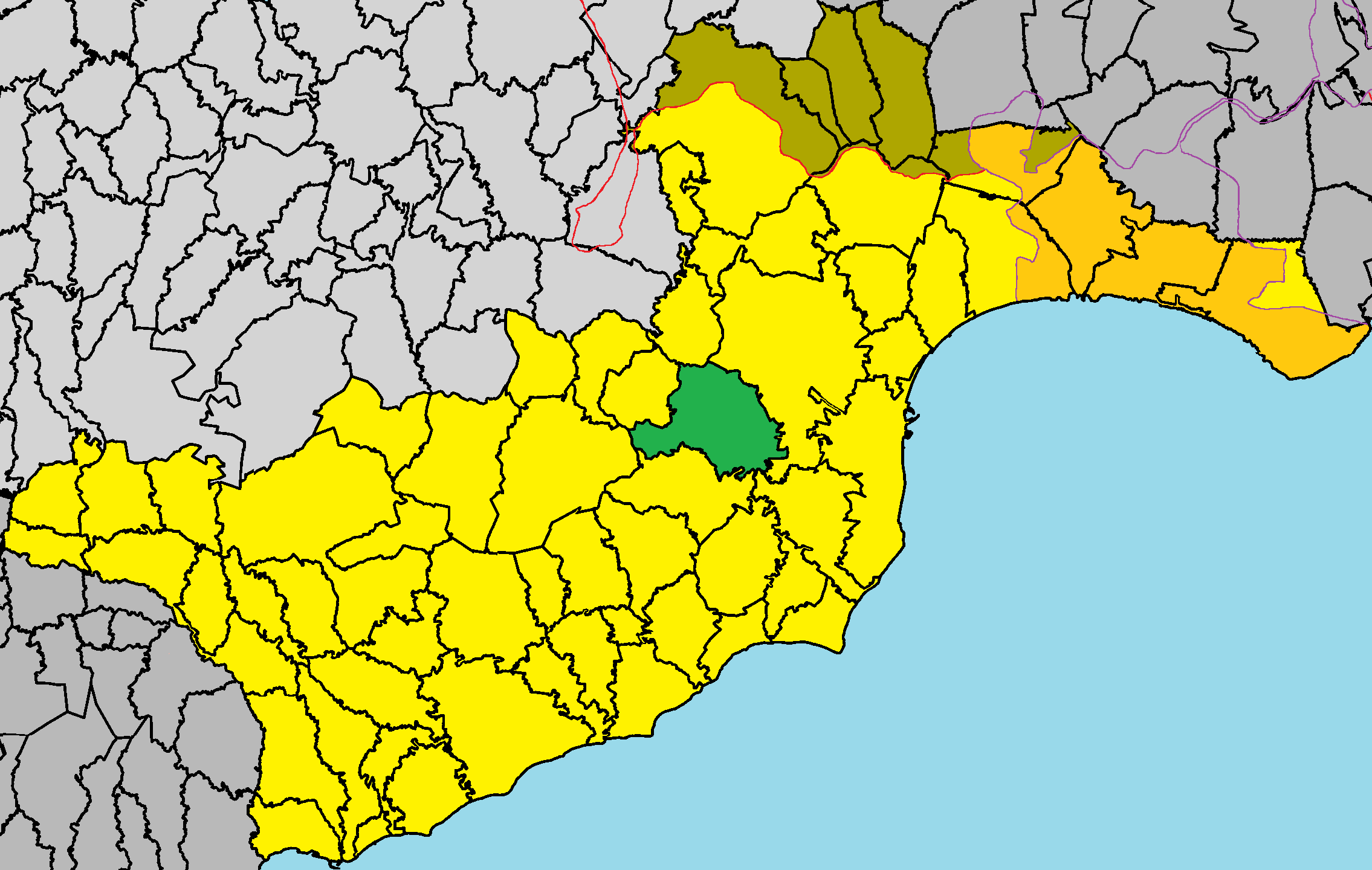
Lage der Gemeinde im Bezirk Larnaka

Kalo Chorio liegt im Südosten der Insel Zypern auf 86 Metern Höhe, etwa 30 km südöstlich der Hauptstadt Nikosia, 6 km westlich von Larnaka und 51 km nordöstlich von Limassol.
Der Ort liegt etwa 9 km vom Mittelmeer entfernt im Küstenhinterland der Bucht von Larnaka. Weiter im Westen beginnen die Ausläufer des Troodos-Gebirges und einige Kilometer im Norden beginnt die Pufferzone zum Nordteil der Insel. Ganz im Süden des Gemeindegebiets verlaufen die Autobahn 5 und die B5 sowie ganz im Osten die A3.
Orte in der Umgebung sind Goşşi im Norden, Aradippou und die Stadt Larnaka im Osten, Dromolaxia und Tersefanou im Süden, Klavdia im Südwesten, Pyrga im Westen sowie Agia Anna und Psevdas im Nordwesten.

## Bevölkerungsentwicklung
| Jahr                          | 1881 | 1891 | 1901 | 1911 | 1921 | 1931 | 1946 | 1960 | 1973 | 1976 | 1982 | 2001 | 2011 | 2021 |
| Einwohner                     | 422  | 413  | 459  | 533  | 567  | 652  | 660  | 562  | 735  | 687  | 1417 | 1334 | 1518 | 1534 |
| Quelle: 1881–2001, 2011, 2021 |      |      |      |      |      |      |      |      |      |      |      |      |      |      |